# Carl Wilhelm von Martens
Carl Wilhelm Martens ab 1783 von Martens, ab 1790 Freiherr von Martens (* 23. Januar 1751 in Hamburg; † 8. Juli 1794 in Karlsbad), war ein kursächsischer Legationsrat und residierender Geschäftsträger des Dresdner Hofes und der Hansestädte bei der Republik der Vereinigten Niederlande. Für seine Verdienste wurde er zunächst geadelt und dann in den Freiherrenstand erhoben.

## Leben und Wirken
Er war der Sohn von Jacob Nicolaus Martens und dessen Ehefrau Anna Maria geb. Brockes, Tochter des Dichters Barthold Heinrich Brockes. Nach dem Schulbesuch in Hamburg ging er zum Studium der Rechtswissenschaft an die Universität Göttingen. Dort wurde er 1773 zum Doktor beider Rechte promoviert. Im Anschluss wurde er Legationsrat bei der kursächsischen Gesandtschaft in Den Haag und residierender Geschäftsträger des Dresdner Hofes und der Hansestädte bei der Republik der Vereinigten Niederlande. 
Martens wurde gemeinsam mit seinem jüngeren Bruder Georg Friedrich am 30. Juli 1783 in den Adelsstand erhoben. 1787 wurde er beurlaubt und ging nach Dresden zurück. Hier erreichte er bei Kurfürst Friedrich August von Sachsen in der Zeit des Reichsvikariats am 31. Juli 1790 die Erhebung in den Freiherrenstand. Er stellte sich fortan dauerhaft in kursächsische Dienste und verzichtete auf seinen hanseatischen Posten.
1794 starb er während eines Kuraufenthaltes im böhmischen Karlsbad.